# Doraemon: Nobita Tây du kí
Doraemon: Nobita Tây du kí (ドラえもん のび太のパラレル西遊記 Doraemon Nobita no Parareru Saiyūki, n.đ. Doraemon: Tây du kí song song của Nobita) là bộ phim hoạt hình Doraemon thứ 9 được ra mắt tại Nhật Bản là phim khoa học viễn tưởng của đạo diễn Shibayama Tsutomu. Bộ phim được lấy cảm hứng từ Tây du ký - một tác phẩm kinh điển của văn học Trung Quốc. Thể loại: hành động, phiêu lưu, hài hước, tưởng tượng, siêu nhiên. Nội dung kể về Nobita muốn chứng minh rằng Tôn Ngộ Không với 72 phép thần thông như trong truyện mà cậu đã đọc là có thật nên cậu đã trở về thời Đường và không may là Tôn Ngộ Không như cậu nghĩ là không có thật. Để không bị bạn bè trêu ghẹo cậu mượn bảo bối của Doraemon để biến mình thành Tôn Ngộ Không nhưng sơ ý để mọi người phát hiện. Vì quên tắt máy nên toàn bộ yêu quái trong bảo bối đã thoát ra ngoài nên cậu và nhóm bạn phải đóng thành các nhân vật trong Tây du ký để thu phục yêu quái. Ca khúc mở đầu phim là "Doraemon no Uta" (ドラえもんのうた, dịch nghĩa Bài hát về Doraemon) do Ōsugi Kumiko trình bày và ca khúc kết thúc là "Kimi ga Iru kara" (君がいるから, dịch nghĩa Vì còn có bạn) do Horie Mitsuko và Koorogi'73 trình bày. Tại Hồng Kông phim từng được công chiếu vào thập niên 1990 còn tại Tây Ban Nha phim được phát hành trong định dạng DVD vào ngày 20 tháng 11 năm 2012.
Đây là bộ phim duy nhất trong loạt 25 phim điện ảnh phiên bản cũ (1980-2004) không được phát hành phiên bản truyện tranh ở Việt Nam như là 1 tập truyện dài, trong giai đoạn Nhà xuất bản Kim Đồng phát hành bộ truyện dài Doraemon theo bìa kiểu cũ (trước khi sửa đổi đúng tên nhân vật và cách đọc theo bản gốc). Điều đó khiến cho bộ truyện dài Doraemon ở Việt Nam ngày trước chỉ có 24 tập.

## Nội dung
Muốn tìm cho ra Tôn Ngộ Không, Nobita và các bạn đã quay trở về quá khứ tại Trung Quốc năm 630. Ở đó, họ chỉ gặp được Đường Tam Tạng còn Tôn Ngộ Không chỉ là nhân vật hư cấu. Để lấy danh dự với các bạn, Nobita đã nhờ Doraemon cải trang cậu thành nhân vật Tôn Ngộ Không ảo trong Cỗ máy trò chơi người hùng, nhưng kế hoạch bị bại lộ. Jaian, Suneo và Shizuka trở về và được tự do sử dụng cỗ máy người hùng. Sáng hôm sau, khi Nobita đến trường, cậu nhận ra rằng chỉ có Jaian, Suneo, Shizuka và mình không thay đổi, còn các bạn trong lớp kể cả thầy giáo đều biến thành yêu quái. Khi về nhà, Nobita biết rằng Doraemon đã quên không đóng nắp cỗ máy người hùng, hậu quả là các yêu quái trong đó đã trốn ra và gây náo loạn thế giới thực. Nhóm bạn Doraemon phải biến thành các nhân vật trong Tây du ký và trở về thời nhà Đường để đánh đuổi yêu quái.
Khi vừa đến nơi họ lại gặp Đường Tăng và cậu bé Lâm Linh đang bị hai tên yêu quái là Kim Giác và Ngân Giác đuổi bắt. Doraemon nhanh chóng thu phục được Kim Giác, còn Ngân Giác chạy thoát. Nhóm bạn chia tay Đường Tăng. Sau khi qua đêm trên sa mạc, sáng hôm sau Nobita đi thám tính khu vực xung quanh và tìm được Hoả Diệm Sơn - nơi trú ngụ của bọn yêu quái - nhưng cậu bị La Sát Bà Bà dùng quạt Ba Tiêu thổi bay đi và tình cơ rơi xuống trước mặt Lâm Linh. Nobita mới biết rằng sư phụ Đường Tăng bị bọn yêu quái bắt đi lần nữa.
Trong khi đó, Doraemon, Jaian, Suneo đã thu phục được Ngân Giác nhưng Shizuka thì bị yêu quái bắt đi (do nhầm lẫn với Đường Tăng). Nhóm bạn gặp lại nhau và tiến về Hoả Diệm Sơn, nhưng khi vừa qua khỏi bức màn lửa giả thì ngay lập tức họ sập bẫy của La Sát Bà Bà và bị bắt. Lúc đó họ mới biết Lâm Linh chính là gián điệp của lũ yêu quái. May mắn thay khi Doraemon chuẩn bị Ngưu Ma Vương ăn thịt thì Dorami xuất hiện, giải cứu cho ông anh và các bạn. Một trận chiến ác liệt diễn ra, Nobita hoá lớn gậy như ý giáng cho Ngưu Ma Vương một đòn chí mạng. Các yêu quái lần lượt tan rã và mất hết phép thuật, La Sát Bà Bà bị rơi xuống biển lửa. Nhóm bạn nhanh chóng thoát ra ngay khi ngọn núi chuẩn bị nổ tung. Lâm Linh cải tà qui chánh theo hầu Đường Tăng đến Thiên Trúc thỉnh kinh. Khi nhóm bạn trở về thế giới thực và mọi người đều thoát khỏi nạn yêu quái cũng là lúc hết truyện.

## Sản xuất
- Bộ phim là sản phẩm[1] của:

Bìa cuốn truyện Doraemon: Nobita Tây du ký được xuất bản tại Nhật Bản.

  - Hãng hoạt hình Shinei (Shinei Animation).
  - Nhà xuất bản Shogakukan.
  - Hãng truyền hình Asahi.

Chuyển thể
Tập phim hoạt hình này về sau cũng đã được chuyển thể thành truyện tranh. Hai tập truyện tranh màu đã được xuất bản tại Việt Nam và cũng được tái bản lại..
Phân vai
| Nhân vật               | Diễn viên lồng tiếng Nhật    |
| ---------------------- | ---------------------------- |
| Doraemon               | Ōyama Nobuyo                 |
| Nobita                 | Ohara Noriko                 |
| Shizuka                | Nomura Michiko               |
| Suneo                  | Kimotsuki Kaneta             |
| Jaian                  | Tatekabe Kazuya              |
| Mẹ Nobita              | Chijimatsu Sachiko           |
| Ba Nobita              | Kato Masayuki                |
| Dekisugi               | Shirakawa Sumiko             |
| Thầy giáo              | Tanaka Ryouichi              |
| Cậu bé                 | Chong Hsui                   |
| Công chúa Hime         | Hara Eriko                   |
| Ngưu Ma Vương          | Shibata Hidekatsu            |
| Bọn yêu quái           | Tahara Aruno, Shimaka Yutaka |
| Motohira               | Nanba Keiichi                |
| Tam Tạng (Sanzo)       | Ikeda Masaru                 |
| Ngân Giác (Ginkaku)    | Katõ Seizo                   |
| Kim Giác (Kinkaku)     | Ishimori Takkõ               |
| Bà La Sát (Rashon)     | Kuri Youko                   |
| Lâm Linh (Linlei)      | Mizutani Yuko                |
| Tiếng máy trò chơi     | Ishii Toshiro                |
| Tiếng Cỗ máy thời gian | Mitsuya Yuji                 |
| Dorami                 | Yokozawa Keiko               |